# Shetlandsöarna
Shetlandsöarna är en skotsk ögrupp och kommun (tidigare ett grevskap och en region) belägen på gränsen mellan Nordsjön och Atlanten, nordöst om Storbritannien; mellan Orkneyöarna, Färöarna och Norge. Ytan är 1 467 km².
Den största ön heter Mainland, där också huvudorten Lerwick ligger. Shetland erövrades på 800-talet av norska vikingar som kallade öarna Hjaltland. Trots att Skottland övertog styret av ögruppen 1472, levde det nordiska språket (kallat norn) kvar till in på 1800-talets början. Dialekten på Shetland är fortfarande starkt präglad i tonfall och ordförråd av det nordiska inflytandet.
Till Shetland kommer man med färja från Skottland eller Orkney. Regelbundna flygningar finns även från Aberdeen, Edinburgh och Glasgow.

Shetlandsöarnas flagga

Shetlandsöarna

## Etymologi
Året 43 e.Kr. respektive 77 e.Kr. refererade de romerska författarna Pomponius Mela och Plinius den äldre till sju öar som de kallade Haemodae och Acmodae. Båda antas vara Shetlandsöarna. En annan tidig möjlig referens till ön kan vara Tacitus som år 98 beskrev upptäckten och erövrandet av Orkneyöarna där en romersk flotta även sett en annan ö som man antog kan ha varit det mytomspunna Thule. Det råder oenighet om ön som romarna såg var Shetland. I fornirisk litteratur refererar man till Shetland som Inse Catt vilket betyder Katternas ö vilket även kan ha varit de förnordiska invånarnas namn på ön. Folket som befolkade Shetlandsöarna bebodde även norra skotska fastlandet och deras namn kan idag härledas till Caithness vilket är det skotsk-gaeliska namnet för Sutherland. (Cataibh, betyder "bland katter").
Den äldsta versionen av det moderna namnet Shetland är Hetlandensis, som är en latiniserad form av det fornnordiska namnet som hittats i ett brev till den norska jarlen Harald år 1190. Namnet hade senare utvecklat sig till Hetland år 1431. Det är även möjligt att det piktiska namnet för katt kan ha påverkat namnet. Under 1500-talet hade namnet utvecklat sig till Hjaltland.
Då norn gradvis ersattes av scots blev Hjaltland Ȝetland. Den första bokstaven i namnet, yogh, uttalas nästan identiskt som det nordiska hj. När bokstaven yogh försvann från scots ersatte man det med z, därav hade ön namnet Zetland.
Nästan alla individuella öar har kvar sitt fornnordiska namn, dock finns vissa namn som man tror kan vara piktiska och även namn som härstammar från tiden innan kelternas ankomst till Britannien.

## Djurliv
Shetlandsponnyn härstammar också ifrån Shetlandsöarna och är än idag anpassade till Shetlandsöarnas klimat genom sin lurviga päls och sin envishet. Till de djurraser med ursprung på Shetlandsöarna hör också Shetlandsko, Shetlandsfår, Shetlandsanka, Shetlandsgås, Shetland Sheepdog och Grice (djurras). Se även Shetländska djurraser.

## Historia

### Förhistorisk tid
Shetlandsöarna har varit bebott sedan 3000 f.Kr. Befolkningen levde då av kreatursskötsel och jordbruk och anlade megalitiska monument. Från omkring år 2000 f.Kr. blev klimatet kallare och befolkningen flyttade närmare kusten. Under järnåldern byggdes många stenhus och det är av dem det finns ruiner idag. Exempel som kan nämnas är Jarlshof och Stanydaletemplet. Från omkring 297 e.Kr. berättar romerska texter om det keltiska folkslaget pikter som bebodde öarna. Under 800-talet undanträngdes de av vikingarna.

### Norsk kolonisering av Hjaltland (Shetland)

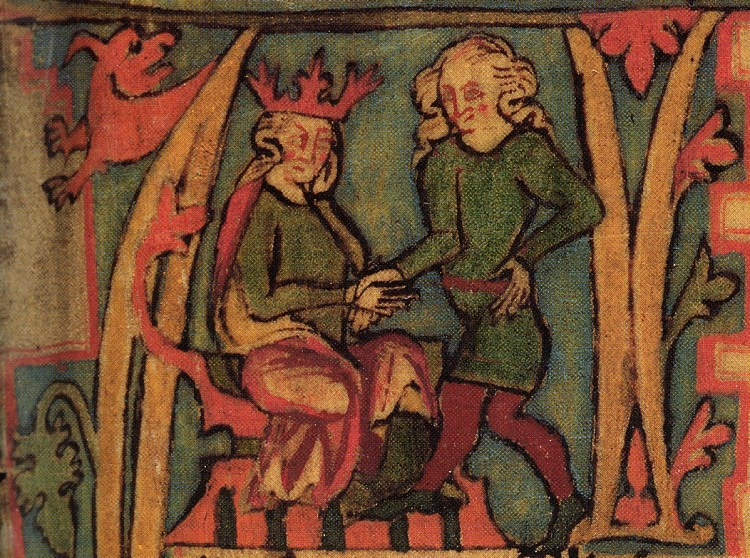
Harald Hårfagre tog kontroll över Hjaltland cirka år 875.
Illustrationen är från det isländska manuskriptet Flateyjarbók från 1400-talet.

Under slutet av 800-talet ändrade vikingarna fokus från att plundra till att kolonisera. Avvikelsen kan härledas till att Norge under denna tid började bli överbefolkat och att tillgången till naturresurser och brukbar jord minskade. Deras skepp fraktade utöver nybyggarna även nödvändigheter såsom virke, verktyg och djur. Vikingarna drog till Orkney, Hjaltland, Island och Grönland och senare även till Vinland. Det var i huvudsak norska vikingarna som drog åt detta håll medan danskarna drog sig till mer befolkade områden som England och Frankrike och svenskarna drog österut mot Ryssland och Baltikum.
Hjaltland koloniserades av norska vikingar under slutet av 800-talet. Kolonisatörerna kallade ögruppen för Hjaltland och etablerade ett mindre kungadöme med egna lagar och språk. Språket som i början var diverse västnorska dialekter utvecklade sig senare till ett eget språk, norn, som dog ut först under 1800-talet.
Efter att Harald Hårfagre enat Norge till ett och samma kungadöme flydde många av hans motståndare till bland annat Orkneyöarna och Hjaltland. Här ifrån gick de på plundringståg mot Skottland och Norge, något som fick Harald Hårfagre att samla en stor flotta som år 875 ankom till den lilla orten Haroldswick på ön Unst. Samma år tog Harald Hårfagre och hans män kontroll över öarna och annekterade både Orkneyöarna och Hjaltland. Ragnvald Mørejarl fick Orkneyöarna och Hjaltland som sitt jarldöme av Harald Hårfagre som ersättning att hans son, Ivar hade stupat i krig i Skottland. Ragnvald Mørejarl gav öarna vidare till sin bror Sigurd Eysteinsson som gick under tilltalsnamnet Sigurd den mäktige.
På 900-talet kom kristendomen till Hjaltland och ön kristnades snabbt.

### Strid med Norge
År 1194 då kung Sverre Sigurdsson var kung över Norge och Harald Maddadsson var jarl över Orkneyöarna och Shetland samlade landsmannen Hallkjell Jonsson och jarlens svåger Olav en här som kallades øyskjeggene på Orkneyöarna och seglade mot Norge. De hade som mål att störta kung Sverre och sätta Olavs unga fosterson, Sigurd, son till kung Magnus Erlingsson på tronen. De besegrades dock vid slaget vid Florvåg utanför Bergen. Omkring 2500 man stupade i det blodiga slaget. Liket av Sverre Magnusson visades efter för kung Sverre i Bergen som försäkran att han stupat. Därefter reste kung Sverre med en här till Orkneyöarna och krävde att jarl Harald Maddadsson kunde försvara sin andel i upproret. År 1195 reste jarlen till Norge för att förlika sig med kung Sverre.
Det så kallade såttmålet utredde de rättsliga och politiska förbindelserna mellan jarl och kung. Som passande straff för delaktighet i upproret tog kung Sverre över jarldömet över Shetland från jarl Harald och lade det direkt under den norska kronan. Nominellt förblev Harald Maddadsson jarl men i realiteten var han underställd den norske kungen. Harald Maddadsson var även tvungen att acceptera en kunglig sysselman som förvaltade Orkney. Dock så mördades han efter kung Sverres död. Avtalet mellan jarlen och den norske kungen stadfästes ytterligare år 1210 för att sedan ske igen 1267.
Jarldömets makt var betydligt försvagad och gav nu möjlighet för Skottland att öka sitt inflytande. Skottland låg knappt 16 km ifrån Orkneyöarna och Harald Maddadsson kämpade för att bevara sin självständighet.

### Ökat skotskt intresse för de norska öarna

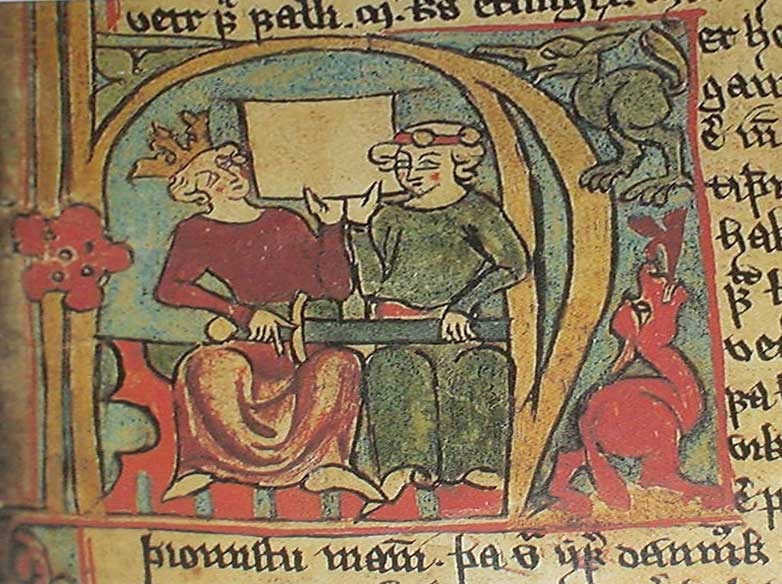
Efter att ha försvarat Hebriderna dör Håkon IV i Kirkwall samma år.
Illustrationen är från det isländska manuskriptet Flateyjarbók från 1400-talet.

Då Alexander III av Skottland fyllde 21 år 1262 och blev myndig deklarerade han sina avsikter att fortsätta med överförandet av de västliga och nordliga öarna i Nordsjön till Skottland, en politik hans far påbörjat men som lagts på is då denne dog 13 år tidigare. Han sände ett formellt krav till den mäktiga norska kungen Håkon Håkonsson.
Norge hade efter tio år med bittra inbördes strider uppnått stabilitet och växt till en betydlig nation med europeiskt inflytande och var potentiellt en betydlig krigsmakt. Med det som bakgrund avvisade kung Håkon blankt det skotska kravet. Från norsk sida var de yttersta öarna i Nordsjön en del av det norska riket. För att säkerställa öarnas tillhörighet till Norge utlyste den norska kungen ledung och skickade den största flottan Norge någonsin hade rest mot öarna. Flottan samlades i Breideyarsund (troligtvis dagens Bressay Sound) varefter Håkon och hans män seglade till västkusten av Skottland och gick i land på Isle of Arran för att starta förhandlingarna med hären bakom sig.
Alexander III sköt upp förhandlingarna envist medan han tålmodigt väntade på att höststormarna skulle börja. Till slut efter otaliga försök att inleda diplomatiska samtal miste kung Håkon tålamodet och beslutade att anfalla. Samtidigt blåste en förfärlig storm upp, förstörde delar av hans flotta och hindrade resten från att landstiga. Slaget om Largs i oktober 1263 slutade oavgjort mellan de inblandade parterna, men både den skotske och den norske kungen hävdade att de segrat. Dock lyckades kung Håkon inte uppnå sina krigsmål och återvände nedslagen med en trött armé tillbaka till Orkneyöarna. Där dog han av feber 17 december 1263. En död som förhindrade vidare norsk expansion i Skottland.
Kung Magnus Lagaböter avbröt faderns expansionspolitik. Han inledde fredsförhandlingar med kung Alexander III. Vid freden i Perth år 1266 gav kung Magnus upp de norska besittningarna i väst till Skottland. Dessa var dagens Isle of Man i Irländska sjön samt ön Sudreyar i Hebriderna, och ersättningen var 4000 mark samt en årlig avgift på 100 mark (som skottarna ganska snart slutade att betala). Samtidigt erkände Skottland Norges överhöghet över Orkneyöarna och Hjaltland.

### Pantsättning av öarna till Skottland

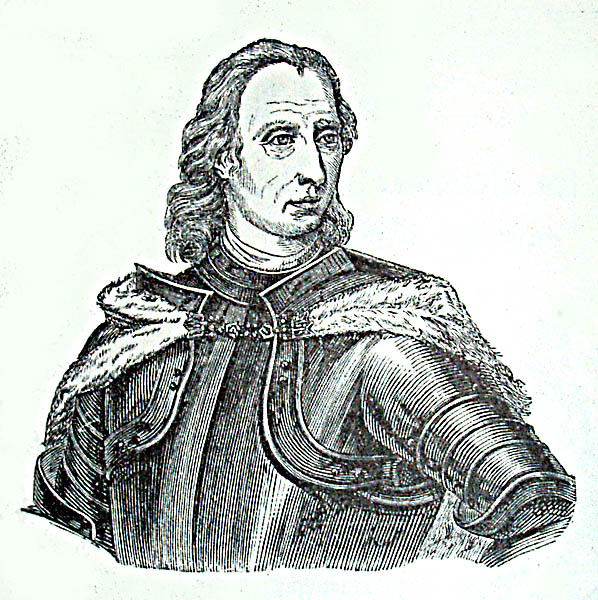
Kristian I pantsatte öarna som betalning av hemgift.
Illustrationen kommer från boken Nordens Historie från 1887 av Niels Bache.

Under 1300-talet behandlade man fortfarande Orkneyöarna och Shetland som en norsk provins, men det skotska inflytandet växte och år 1379 tog den skotske jarlen Henry Sinclair över öarna med den norske kungen Håkon VI Magnusson beskydd. År 1348 försvagades Norge kraftigt av digerdöden och år 1397 blev Norge en del av Kalmarunionen. Med tiden kom Norge under dansk överhöghet. Kung Kristian I av Norge, Danmark och Sverige var skuldsatt och behövde pengar till hemgift. Utan det norska riksrådet medvetande ingick han ett kontrakt med den skotske kungen 8 september 1468 om pantsättning av Orkneyöarna för en summa på 50 000 gulden. 28 maj året efter ingick han ett liknande avtal om Shetland för 8000 rhenska gulden. För att vara på säkra sidan sökte han efter möjligheter att införliva öarna igen för framtida kungar. För ett fast värde på 210 kg guld eller 2310 kg silver skulle öarna åter igen vara i norska händer. Flera kungar av dubbelriket försökte under 1600- och 1700-talet förgäves att åter införliva öarna. Det engelska inflytandet över öarna var alldeles för starkt men förbindelserna med Norge fortsatte att behållas. Norska institutioner och myndigheter fortsatte delvis att fungera och norska var både tal- och skriftspråk under en ganska lång tid.

### Den spanska armadan

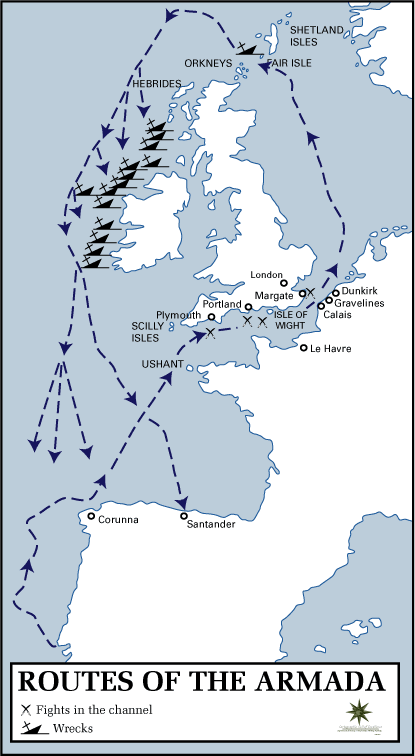
Den spanska armadans seglats.

Påven Sixtus V ville knäcka protestantismen i England och allierade sig med den spanske kungen Filip II. Den 28 maj 1588 sände kungen ut den Spanska armadan som bestod av 130 skepp, 18 000 soldater, 7 000 sjömän samt 2500 kanoner från Lissabon till Engelska kanalen med avsikt att invadera England. En armé på 30 000 man väntade i Spanska Nederländerna. Planen var att först landsätta armén från Lissabon i Plymouth och därefter flytta trupperna från spanska Nederländerna till en plats nära London. Angreppet gick inte som planerat och spanjorerna bestämde sig för att fly ut i Atlanten.
Vid angreppet pågick den lilla istiden och spanjorerna överraskades av dåligt och kallt väder när de rundade norra spetsen av Skottland. Fler skepp och manskap förlorades på grund av vädret än strid. Omkring 20 september 1588 tappade skeppet El Gran Grifón och tre andra skepp bort resten av flottan och försökte därför söka skydd vid Fair Isle, en ö tillhörande Shetland. Ett försökt att strandsätta skeppen för att på så sätt rädda dem från att sjunka misslyckades och sjönk vid Stroms Hellier. Omkring 300 soldater lyckades ta sig i land på den lilla ön som hade få invånare och knappt några resurser. En återfunnen spansk dagbok berättar att 50 man dog mellan 28 september och 14 november, huvudsakligen på grund av svält. Sjömännen och soldaterna uppehöll sig på ön i två månader tills att den engelska drottningen Elisabeth gav dem fri lejd. Spanjorerna drog då till St. Andrews och Edinburgh för att sedan sätta kursen mot Spanien. Resterna från skeppen bärgades 1970 och finns idag på Shetland Museum.

### Napoleonkrigen
Omkring 3000 shetländare tjänstgjorde i Storbritanniens marin under Napoleonkrigen som pågick under perioden från 1800 till 1815.

### Den brittiska tiden
Efter vikingarnas tillbakagång kom fyra århundraden där Shetland sålde sina varor till omvärlden via Hansanköpmännen i Bergen, Bremen, Lübeck och Hamburg. Invånarna på Shetland sålde varor som torsk och långa och fick i utbyte kontanter, sädesslag, kläder, öl och mycket annat. Denna handel varade fram till unionen mellan Skottland och England 1707 då de nordtyska städerna förlorade sina rättigheter till handeln med Shetland. Till följd av förbudet med handel mellan Hansan och Shetland gick ön in i tid av ekonomisk depression då de skotska köpmännen inte var like intresserade i fiskhandeln. Detta gjorde att öns bönder kom in i en negativ spiral där de först var tvungna att sälja sin jord till godsägare för att sedan låna tillbaka jorden och till slut bli livegna.
Efter öarna övergått till skotsk kontroll påbörjades en period på 200 år där öarna tillhörde olika adelsmän och kronan. Lagar ändrades och måttsystemet likaså, språket förtrycktes och denna period kallas idag av historiker fedualiseringen under vilken man införlivade Shetland i Skottland med höjdpunkt under 1600-talet. Det var inte förrän under 1880-talet som den liberale brittiske statsministern William Ewart Gladstone frigjorde bönderna från godsägarnas styre.
Den engelska kronan införde ett system där lokala adelsherrar styrde över ett mindre yta land. På så sätt skulle de nya områdena snabbt integreras in i resten av kungariket. Dock så bevisades motsatsen vid freden i Breda 1667. Freden skulle avsluta det andra engelsk-nederländska kriget som stod mellan England med allierade mot Nederländerna, Danmark och Frankrike. Kriget slutade i fördel för holländarna och därför skickades en dansk delegation till Edinburgh för att framhäva sina krav på att återgående av Orkneyöarna och Shetland till Danmark. Man hade som argument att det dåvarande feodalsystemet var olagligt. Den engelska kungen Karl II hävdade att äktenskapsavtalet från 1400-talet fortfarande gällde och vägrade följaktligen gå med på kravet. Den danska delegationen gick med på att skjuta upp förhandlingarna till framtida tillfällen.
År 1669 genomförde kung Karl II 1669 år akt för annektion av Orkney och Shetland till kronan, vilket återställde situationen som det var 1469 då ön gick över till skotska händer. Han avskaffade de lokala styrande och gjorde att ön stod direkt under kronan och dess majestät. Detta betydde att Shetland inte var en del av Skottland utan var i union med England, alltså på samma sätt som Isle of Man var. I Unionsakterna från 1707 bestämdes det att Shetland inte skulle inkluderas. Shetland kunde inte enligt akten från 1669 bli en del av det skotska kungariket eller delta i den föreslagna nya unionen med England.
Med parlamentets samtycke tog Karl II öarnas exklusiva rätter tillbaka till kronan för all framtid. Därför var Shetland inte en del av unionsakten 1707. Att Shetland inte var en del av unionsakten 1707 var av så betydelsefull att ifall Shetland trots bestämmelserna skulle inkluderas så var Karl II beredd på att riva förslaget.

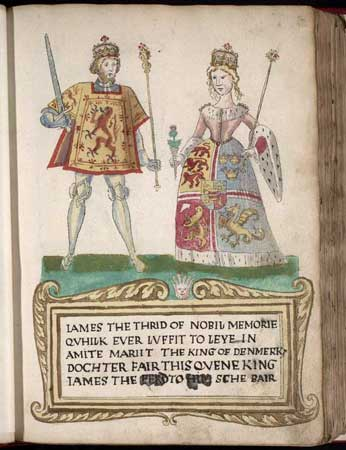
Jakob III av Skottland och Margareta, vars giftermål ledde till att Shetland överfördes från Norge till Skottland.

Dock så verkade parlamentet ha dåligt minne ty redan i februari 1707, som en del av förberedelserna inför unionspakten 1707 gav Anna av Storbritannien Shetland till earlen av Morton i form av ett feodalistiskt landskap. Officiellt överfördes Shetland från unionsakten 1707 till ett County i Skottland. Trots att rätten att ändra akten från 1669 inte fanns. Shetland tillhörde inte kronan, inte heller riket samt var utom parlamentets kontroll. Shetland kunde omöjligen behålla dess position samtidigt som det var en county i Skottland. Drottning Anna hade enkelt gömt oklarheterna under mattan.
Ett antal försök gjordes dock under 1700- och 1800-talet om att ge tillbaka Shetland dess ursprungliga ställning, dock utan lycka. Efter en rättslig tvist förlorade earlen av Morton rättigheterna som earl av Shetland men redan 1742 återfick de titeln.
Oavsett så var Shetlandsöarna kontakt med Norge bibehållen. När Norge blev självständigt 1905 skickade de shetländska ett brev till den norske kungen Haakon VII där de sade att: Idag finns det ingen främmande flagga som är så välkommen i våra bukter och tillflyktsorter som Norges, och shetländare fortsatte att se Norge som sitt moderland och minns med stolthet och kärlek till när deras förfäder en gång lydde under Norges kungar.

### Andra världskriget
Under andra världskriget stationerades en norsk marinavdelning med namnet Shetlandsgjengen etablerad av Special Operations Executive på en bas i Scalloway på Shetlandsöarna för operationer mot Norge. På Shetland hade det efter Tysklands ockupation av Norge samlats cirka 30 fiskebåtar som seglat över med norska flyktingar. En stor del av dessa skutor var nu lediga eftersom många av fiskarna rekryterats frivilligt manskap. Shetlandsgjengen åkte på hemliga uppdrag mellan Norge och Shetland och fraktade flyktingar, spioner och instruktörer till motståndsrörelsen. Man lyckades rädda mängder av personer som efterlysts av tyskarna, till Storbritannien och man lyckades förmedla information av betydelse om tyskarna i Norge till de allierade. Man lade även ut minor som skadade tyska skepp. I början av kriget stod avdelningen helt under brittiskt kommando, men senare var det även norrmän med i styrelsen.
Fiskeskutorna genomförde totalt 80 turer över Nordsjön. Totalt sänktes 10 skutor med en besättning på 44 män och 60 flyktingar på grund av tyska angrepp och dåligt väder. På grund av de stora dödstalen beslutade man att skaffa snabbare fartyg. Amerikanerna gav tre ubåtsjägare till avdelningens förfogande, KNM «Hessa», KNM «Hitra» och KNM «Vigra». Ingen av uppdragen med de nya fartygen resulterade i några dödsfall för de allierade.
Under hela kriget genomförde Shetlandsgjengen över 200 turer, där den mest kända personen Leif Andreas Larsen (Shetlands-Larsen) stod för 52 av dem.

### Shetland i dag
Ungefär samtidigt som man hittade olja i Norge fann man även olja utanför Shetlandsöarna. Östshetlandsbassängen är ett av Europas större oljefält, och oljan som utvinns här sänds till oljeterminalen i Sullom Voe (fornnordiska: Solheimavagr). Sullom Voe-terminalen öppnade 1978 och är Storbritanniens största oljeexporthamn med en volym på 25 miljoner ton årligen.

## Öarna
Ögruppen består av 15 bebodda och 85 obebodda öar som sträcker sig 150 km från nord till syd och 75 km från öst till väst.
Förutom Mainland finns det bland annat följande öar:
- Balta, Bigga, Bressay, Brother Isle, East Burra, West Burra
- East Linga
- Fetlar, Fish Holm, Foula
- Gloup Holm, Gruney
- Haaf Gruney, Hascosay, Hildasay, Huney
- Lady's Holm, Lamba, Linga near Muckle Roe, Linga near Shetland Mainland, Linga near Yell, Little Roe, Lunna Holm
- Moul of Eswick, Mousa, Muckle Flugga, Muckle Ossa, Muckle Roe
- North Havra, Noss
- Orfasay, Out Stack, Oxna
- Papa, Papa Little, Papa Stour
- Samphrey, Sound Gruney, South Havra, South Isle of Gletness
- Trondra
- Unst, Urie Lingey, Uyea, Uynarey
- Vaila, Vementry
- West Linga, Whalsay
- Yell

Fair Isle ligger ungefär halvvägs mellan Shetland och Orkneyöarna men hör administrativt till Shetland och räknas i allmänhet till ögruppen. Out Skerries ligger öster om ögruppen. För en komplett lista inklusive mindre skär och holmar, se Lista över Shetlandsöarnas öar.

## Geografi

### Landskap
Centrala och västliga Mainland präglas av sund, insjöar och traditionella smågårdar. Längs kusten ligger landsortsstäderna Whiteness, Weisdale, Aith och Walls. I denna del av Shetlandsöarna ligger dalen Tingwall som under det norska styret var säte för ett årligt parlament, kallat Allting, på ön Lawting Holm i Tingwall Loch. Kusten på den norra delen av Mainland präglas av täckta, svarta klippor, stenhögar, skär och blåshål. Den smala halvön som sträcker sig 40 km söderut från Lerwick kallas södra Mainland. Landskapet där präglas av kolonier av sjöfåglar och området har ett stort antal arkeologiska fyndplatser.
Ön Yell präglas av blåsiga hedar. Unst är den nordligaste av Storbritanniens öar och har stora klippor, ljungåsar, sötvattenssjöar och en subarktisk stenöken. Naturreservatet Hermaness ligger på denna ö.
Ön Fetlar är känd som Shetlandsöarnas trädgård. Namnet kommer från fornnordiska och betyder fett land, vilket syftar på den fruktbara och lättodlade jordbruksmarken här.
Ön Noss, som ligger på den östra sidan av Bressay är en nationalpark och har stora kolonier av sjöfågel på somrarna.
Foula, som är fornnordiska för fågelön, har utpekats som ett särskilt skyddsvärt område för fåglar och har världens största population av storlabb. Foulas klippor är de högsta på Shetlandsöarna med höjder på upp till 360 meter.
Shetlandsöarnas mest avskilda ö, Fair Isle, är känd för sina stickade textilier och för sina stora sjöfågelkolonier med ovanliga flyttfåglar varje vår och höst.
Out Skerries landskap består av uppbrutna klippor, stenhögar, bukter och stränder. Papa Stour ligger väster om Mainland och har samma landskapsprofil som Out Skerries.
Whalsay (Valön) var förr i tiden ett fiskericentrum och är det fortfarande. Det har bott människor här i mer än 4000 år, och det finns många lämningar efter dessa utspridda över ön, inklusive megalitiska monument.

### Öar

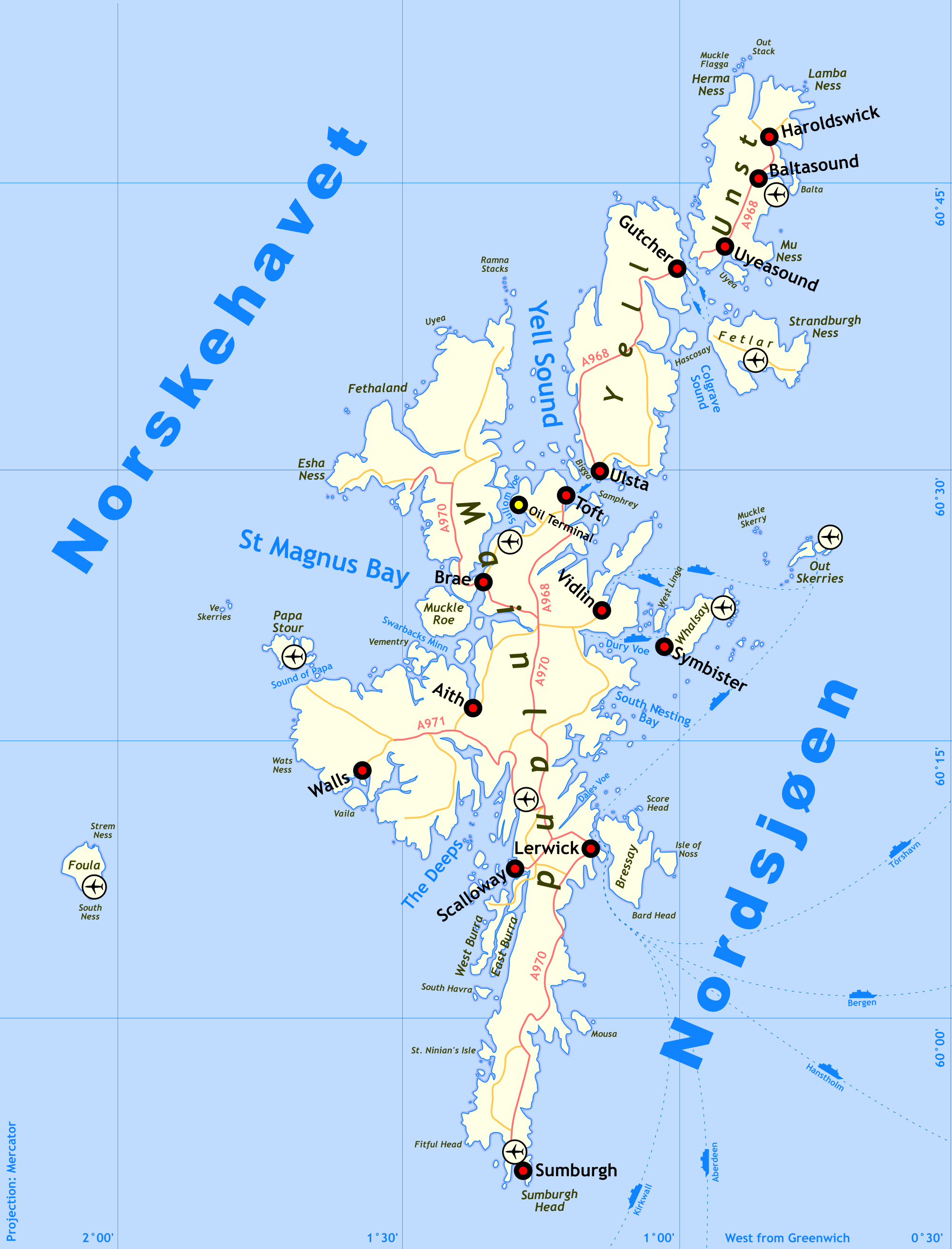
Karta över Shetlandsöarna

Ögruppen består av omkring 100 öar och holmar, varav endast 15 är bebodda. Mainland har den största befolkningen.
| Bebodda öar i den centrala ögruppen - Bressay - Bruray - East Burra och West Burra - Fetlar - Foula - Mainland - Muckle Roe - Papa Stour - Trondra - Unst - Vaila - West Burra - Whalsay - Yell. | Bebodda öar i periferin - Fair Isle - Out Skerries (Housay och Bruray) Ett urval av de obebodda öarna - Balta - Gruney - Lamba - Mousa - Muckle Flugga - Noss - Ve Skerries - Vementry |

### Klimat

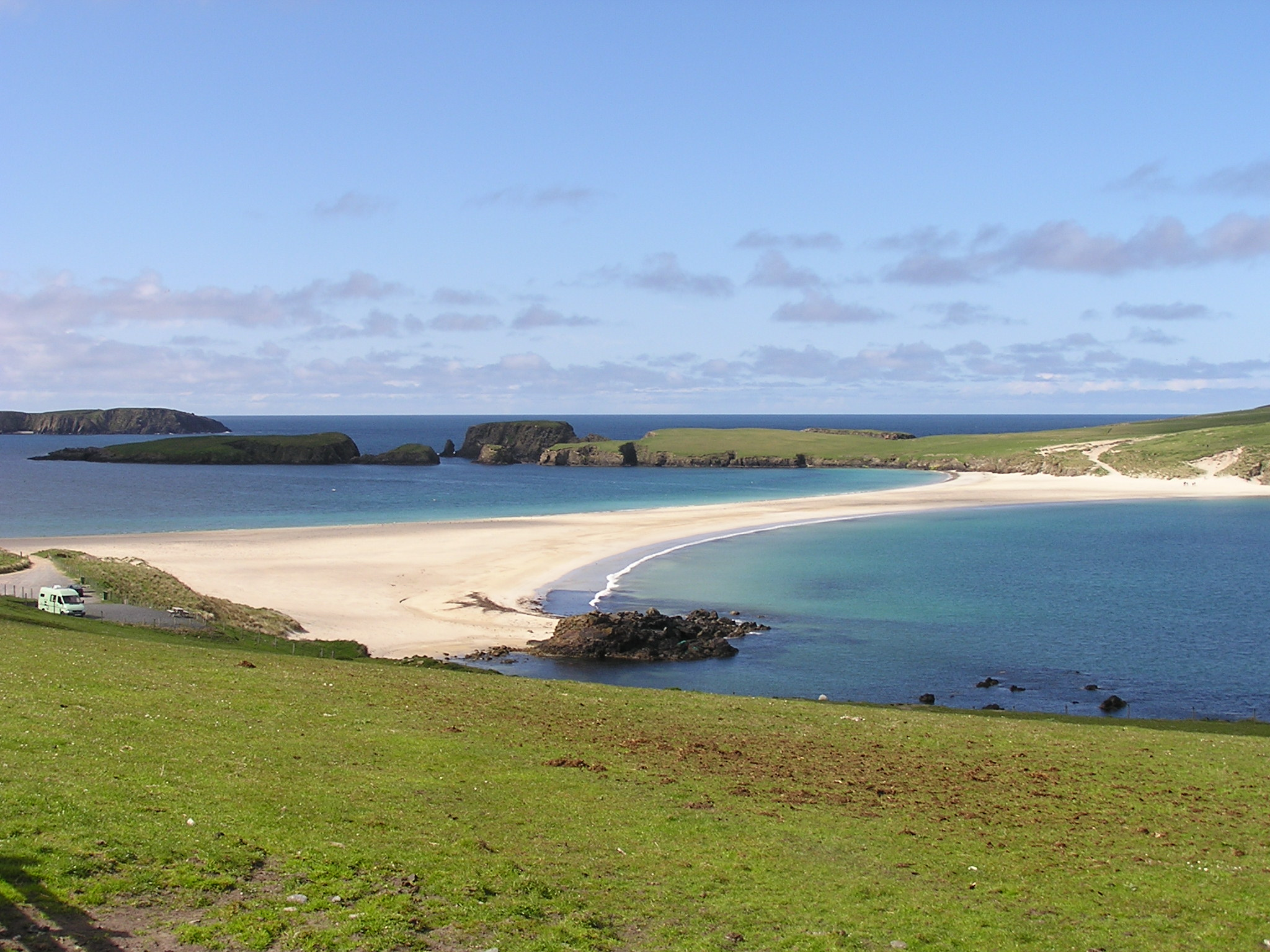
Sandsträng mellan Mainland och St. Ninian's Isle

Shetlandsöarna har ett tempererat atlant-havs-klimat. Det medför att somrarna som regel har lite duggregn och är ljusa och kyliga. Den soligaste perioden är från april till augusti, när det oftast är 19 ljusa timmar per dygn. Vintrarna är mörka och milda, med 6 ljusa timmar per dygn.
Den genomsnittliga årliga nederbörden är 1 153 mm. Tre fjärdedelar av nederbörden kommer på vintern. Den torraste perioden är från april till augusti och på sommaren är det vanligt med dimma längs Mainlands östra kust.
|                             | Jan | Feb | Mar | Apr | Maj | Jun  | Jul  | Aug  | Sep  | Okt  | Nov  | Dec |
| --------------------------- | --- | --- | --- | --- | --- | ---- | ---- | ---- | ---- | ---- | ---- | --- |
| Soltimmar                   | 25  | 53  | 90  | 132 | 165 | 151  | 122  | 122  | 99   | 66   | 34   | 16  |
| Vattentemperatur i havet °C | 8,4 | 7,9 | 7,6 | 8,1 | 9,2 | 11,0 | 12,8 | 13,3 | 12,7 | 11,6 | 10,8 | 9,5 |

| Genomsnittstemperatur under den kallaste månaden | 4,9 °C (februari) |
| Genomsnittstemperatur under den varmaste månaden | 14 °C (augusti)   |
| Antal dagar på året med minusgrader              | 33 dagar          |
| Årlig nederbörd                                  | 1 153 mm          |
| Antal dagar på året med snöfall                  | 70 dagar          |
| Antal dagar på året med nederbörd                | 269 dagar         |

| \| J \| F \| M \| A \| M \| J \| J \| A \| S \| O \| N \| D \| \| 128 5 1 \| 100 5 1 \| 97 6 2 \| 70 8 3 \| 57 10 5 \| 59 13 8 \| 66 14 10 \| 79 14 10 \| 104 13 8 \| 123 10 6 \| 134 8 4 \| 136 6 2 \| \| Genomsnittlig temperatur i °C (max. och min.) \| \| \| \| \| \| \| \| \| \| \| \| \| Nederbörd i mm. Årsnederbörd: 1 153 mm. \| \| \| \| \| \| \| \| \| \| \| \| \| Källa: [22] \| \| \| \| \| \| \| \| \| \| \| \| |         |        |        |         |         |          |          |          |          |         |         |
| J | F       | M      | A      | M       | J       | J        | A        | S        | O        | N       | D       |
| 128 5 1 | 100 5 1 | 97 6 2 | 70 8 3 | 57 10 5 | 59 13 8 | 66 14 10 | 79 14 10 | 104 13 8 | 123 10 6 | 134 8 4 | 136 6 2 |
| Genomsnittlig temperatur i °C (max. och min.) |         |        |        |         |         |          |          |          |          |         |         |
| Nederbörd i mm. Årsnederbörd: 1 153 mm. |         |        |        |         |         |          |          |          |          |         |         |
| Källa: |         |        |        |         |         |          |          |          |          |         |         |

### Flora

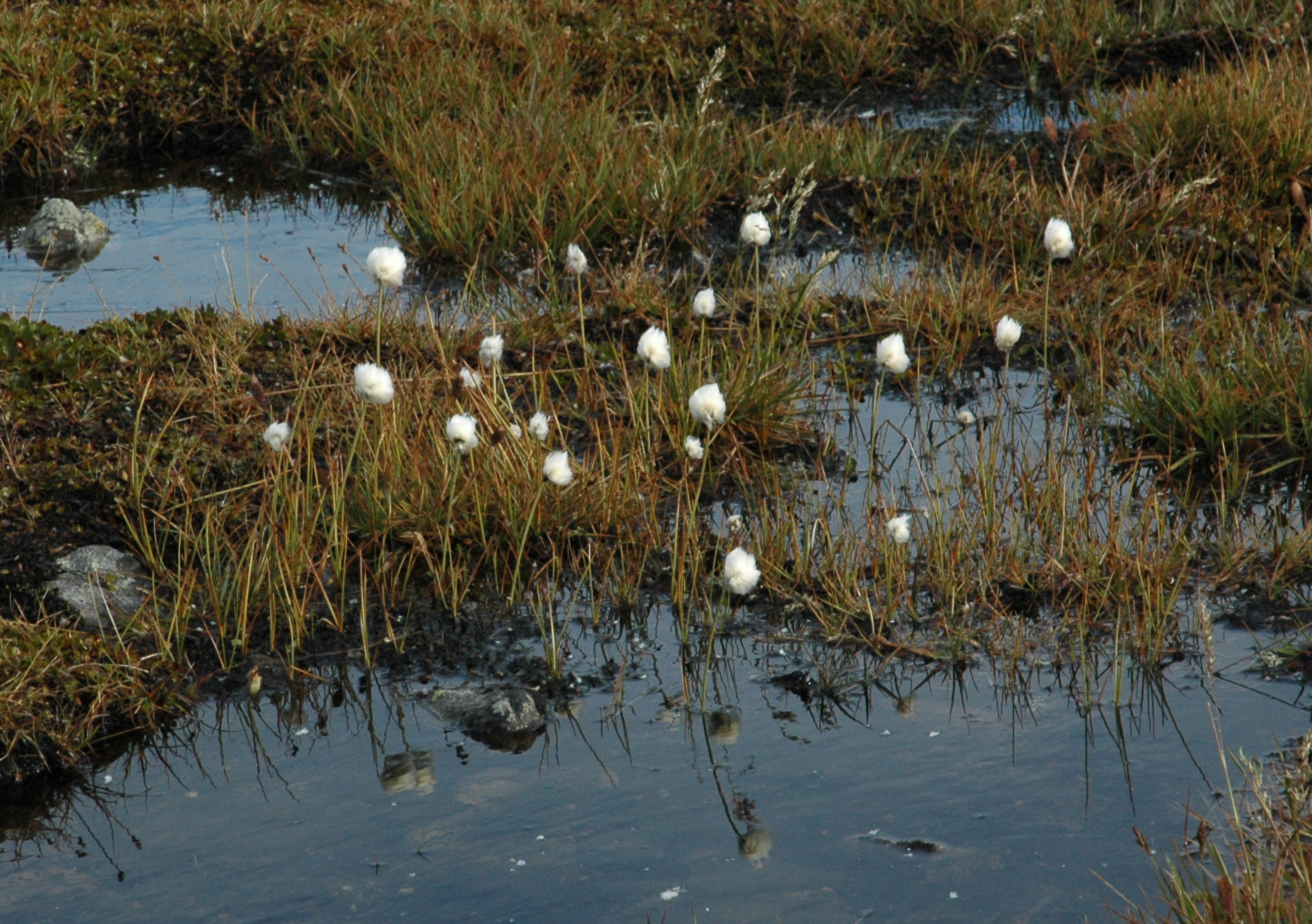
Ull-växt

Shetlandsöarnas landskap påverkas starkt av betande får och träd är mycket ovanliga. Ögruppens flora arktiska och alpina växter, vildblommor, bladmossor och lavar. Landskapet på de norra delarna av Mainland och Unst är bergiga. Där är vegetationen sparsam och domineras av sten. Växterna som växer här är som regel arktiska och några är endemiska, till exempel Snöarv.
Ungefär hälften av Shetlandsöarnas landyta täcks av torv. På några platser är den mer än en meter tjock. Dessa områden är vanligen våtmarker som har endast mycket lite näringsämnen vilket gör att få växtarter har förutsättningar för att växa där. Bland dessa ingår växter i ullsläktet, myrlilja, jungfrulin och blodrot.

### Fauna

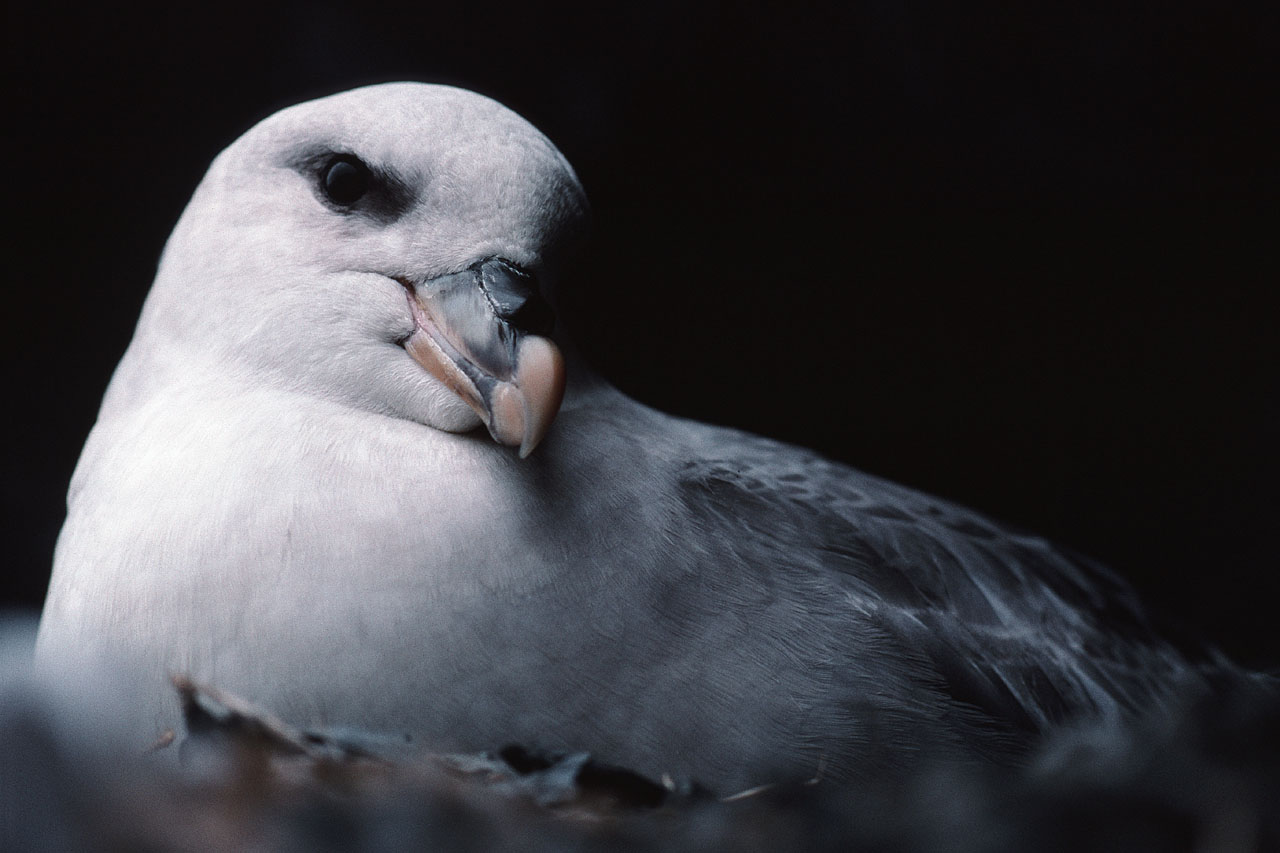
Stormfågel är Shetlandsöarnas vanligaste fågel.

Shetlandsöarna har en av de största fågelkolonierna på Nordatlanten och över en miljon fåglar. Tjugoen sjöfågelarter häckar i ögruppen varje sommar. De flesta håller till i stora kolonier på Hermaness, Foula, Mousa, Noss, Sumburgh Head och Fair Isle. Bland dessa fågelarter ingår havssula (54 000), sillgrissla (175 000), lunnefågel (200 000), stormfågel (360 000), stormsvalor, tofsvipa och gärdsmyg. Många arktiska fåglar övervintrar på Shetlandsöarna, bland andra sångsvan och svartnäbbad islom.
Stormsvalor häckar i stora kolonier på Mousa. På Noss och Hermaness finns stora kolonier av havssula, lunnefågel och tordmule och på Foula och Fair Isle finns några mindre kolonier. Ett stort antal av den aggressiva fågeln storlabb och ett mindre antal kustlabb häckar på Hermaness och foula. Bestånden av silvertärna har minskat de senaste åren, men dessa fåglars närvaro ses av öborna som ett tecken på att sommaren har kommit.
Andra vanliga fåglar är måsfåglar, ejder och skarvar, men dessa bestånd är små jämfört med stormfågelns.
Efter häckningssäsongens slut blir fågelkolonierna övergivna. Tärnorna drar söderut medan alkorna och stormsvalorna drar till havs.
Sjöfågelbestånden har ökat de senaste åren, både till antal individer och antal arter, till exempel havssula, stormfågel, storlabb och tordmule. Men några arter har minskat, till exempel tärnor och tretåig mås.
Alla landdäggdjuren på Shetlandsöarna har introducerats av människan. Det antas att utter, skogsmöss och husmus kom till öarna i början av koloniseringen från Norge. Alla övriga landdäggdjur utom brunråtta har införts under de senaste århundradena.
Valar är en vanlig syn längs kusten, med vanlig tumlare som den vanligaste arten. Större valar observeras ofta vid ytterkanten av kontinentalsockeln och kan komma in mot land på sommaren, särskilt vid Sumburgh Head. De vanligaste arterna av stora valar är balaenoptera och knölval, som följer stim av makrill och sill. Delfiner av typen vitsiding, vitnos och Rissos delfin syns ofta längs den östra kusten. Också späckhuggare har fasta tillhåll runt ögruppen.

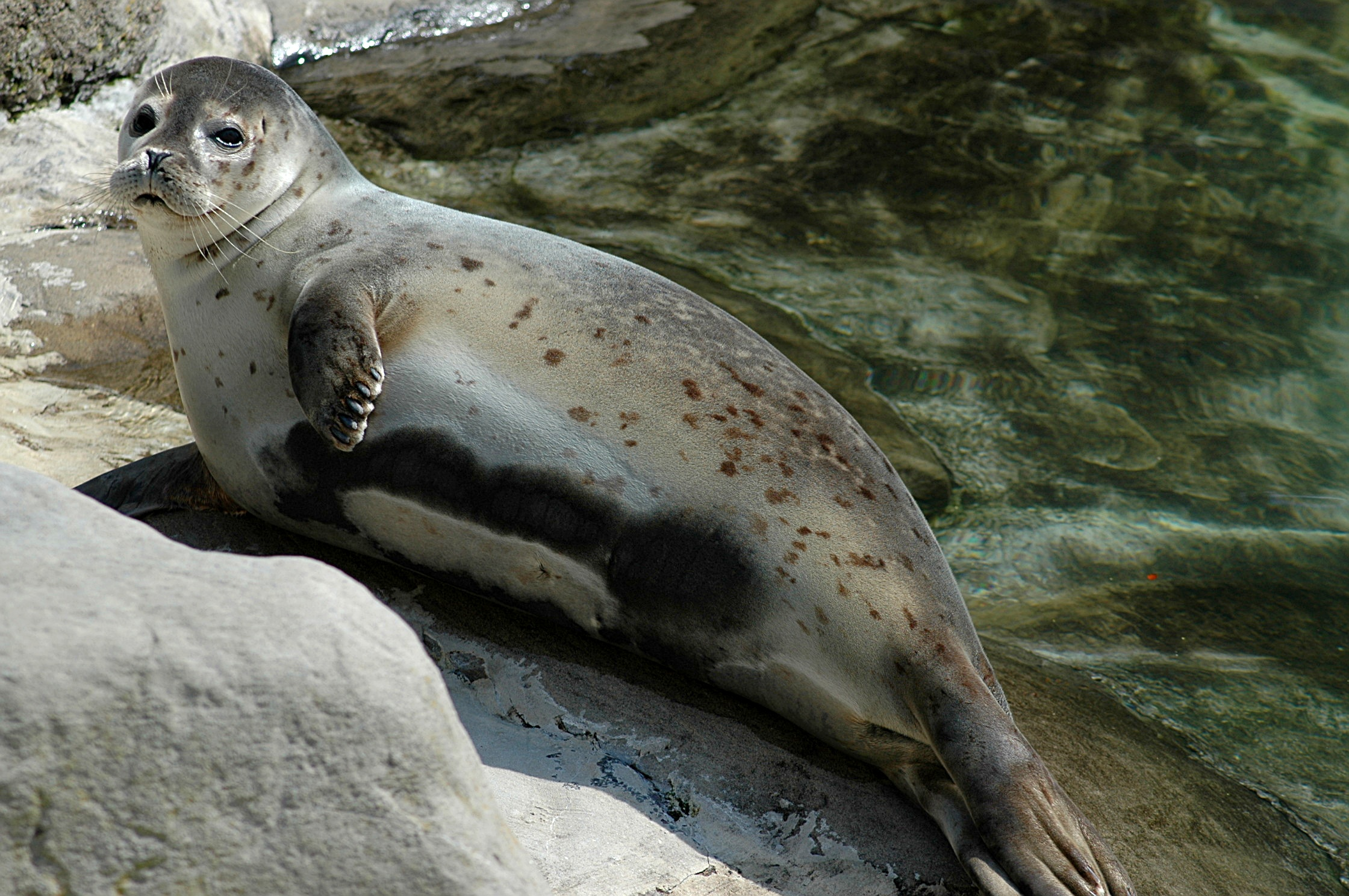
Knubbsäl är en av de tre sjödäggdjur som föder ungar på Shetlandsöarna.

Shetlandsöarnas stränder och avskilda sund är tillflyktsplatser för både gråsäl och knubbsäl. Bestånden uppgår till cirka 3500 för gråsäl och 6200 för knubbsäl. Den största kolonierna med knubbsäl finns på Mousa och utanför Lerwick, medan gråsälen har sina tillhåll på obebodda öar. Den största gråsäl-kolonin finns på Ve Skerries. Tillsammans med vanlig tumlare är sälarna sjödäggdjur som föder ungar på Shetlandsöarna. Dessutom har Shetlandsöarna Storbritanniens största bestånd av utter. De flesta av dessa har sitt tillhåll på Yell. Uttrar håller för det mesta till på obebodda platser och populationen uppgår till 800 individer.
Shetlandsöarna har flera egna och ovanliga husdjursraser, till exempel Shetlandsponny, Shetlandsko, Shetlandsgås, Shetlandsand och Shetlandssvin. Beståndet av Shetlandsfår uppgår till mer än 330 000 och de finns i 50 färgvariationer.

## Befolkning

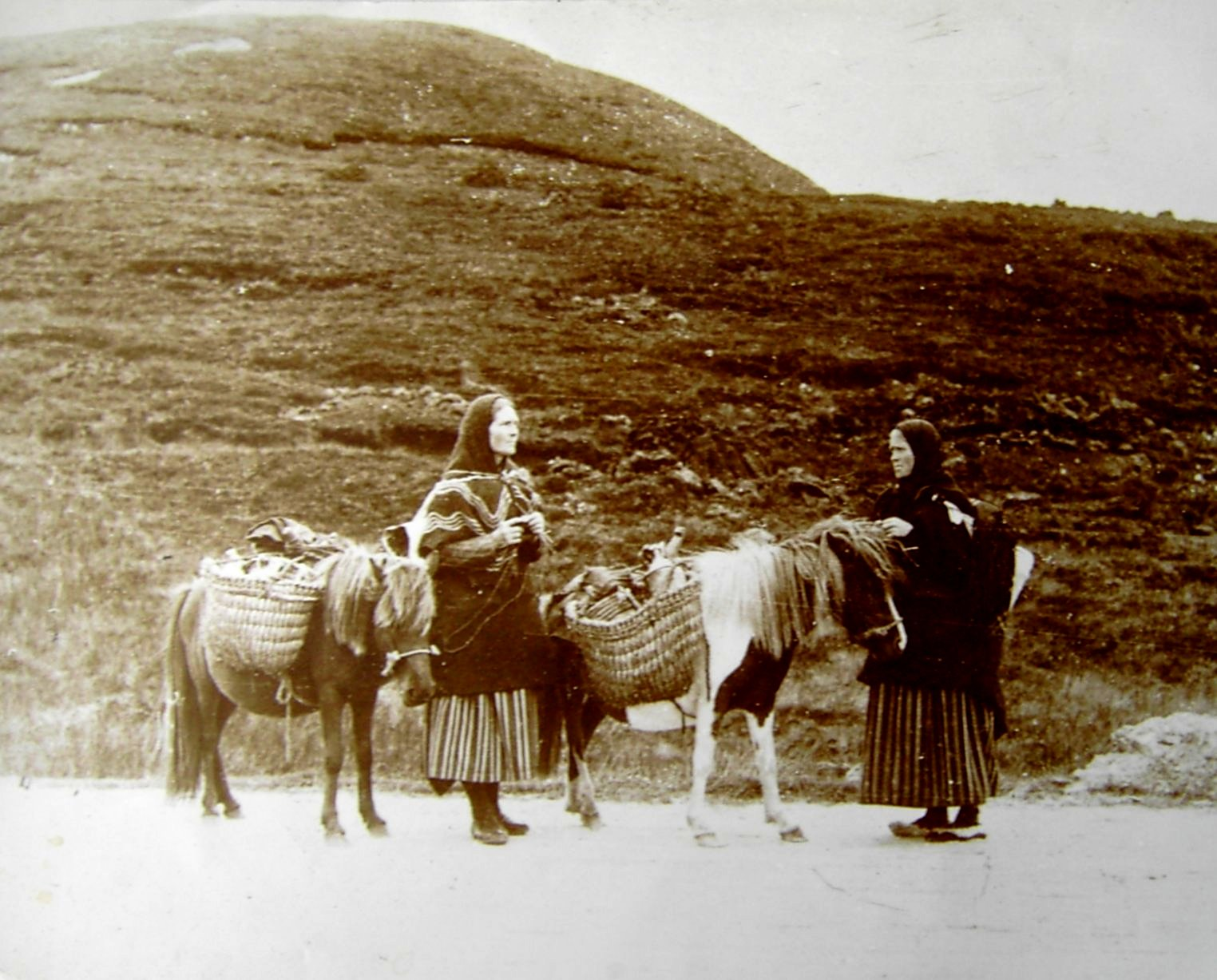
Två kvinnor med Shetlandsponny på Shetlandsöarna år 1900

Det fanns människor på Shetlandsöarna innan pikterna kom till öarna, men man vet mycket lite om dem. Historiska, arkeologiska och lingvistiska förhållanden, samt geografiska namn, indikerar en stark nordisk dominans på öarna under vikingatiden. Det är okänt om pikterna blev upptagna i den nordiska befolkningen eller fördrivna. Några ortnamn kan ha piktiskt ursprung, men det är omtvistat. Det har gjorts flera genetiska undersökningar av dagens befolkning för att utröna dess ursprung. Öbefolkningen har närmast lika andelar av skandinaviska manliga och kvinnliga gener (44%), vilket tyder på att öarna befolkades av både kvinnor och män från Skandinavien. Samma förhållanden har påträffats i Orkneyöarna och i Skottlands norra och västra kustområden. Områden på de brittiska öarna som ligger längre från Skandinavien än Shetlandsöarna och Orkneyöarna visar tecken på ha blivit koloniserade av skandinaviska män som bildat familj med lokala kvinnor.
Efter att Shetlandsöarna övergått till Skottland emigrerade tusentals skotska familjer till öarna på 1500- och 1600-talen. Kontakt med tyskar och nederländare genom fiskhandeln ledde till en smärre immigration från de länderna. Andra världskriget och fynd av olja har också medfört immigration.

### Befolkningsutveckling
Shetlandsöarnas befolkningstillväxt har tidigare påverkats av epidemier och dödsfall till sjöss. Smittkoppor drabbade ögruppen hårt på 1600- och 1700-talen. Efter att vaccinering blev vanligt från 1760 ökade befolkningen till 40 000 år 1861. Befolkningsökningen medförde brist på mat och många unga män drog till sjöss för att tjänstgöra i den brittiska handelsflottan. Efter ytterligare 100 år hade befolkningen mer än halverats. Befolkningsnedgången berodde i hög grad på att många av Shetlandsöarnas manliga invånare omkom när handelsfartyg torpederades i de två världskrigen och att många utvandrade på 1920- och 1930-talen. Det bor nu flera med ursprung från Shetlandsöarna i Kanada, Australien och Nya Zeeland än på Shetlandsöarna.
| Distrikt                | Befolkning 1961 | Befolkning 1971 | Befolkning 1981 | Befolkning 1991 | Befolkning 2001 |
| ----------------------- | --------------- | --------------- | --------------- | --------------- | --------------- |
| Bound Skerry (& Grunay) | 3               | 3               | 0               | 0               | 0               |
| Bressay                 | 269             | 248             | 334             | 352             | 384             |
| Bruray                  | 34              | 35              | 33              | 27              | 26              |
| East Burra              | 92              | 64              | 78              | 72              | 66              |
| Fair Isle               | 64              | 65              | 58              | 67              | 69              |
| Fetlar                  | 127             | 88              | 101             | 90              | 86              |
| Foula                   | 54              | 33              | 39              | 40              | 31              |
| Housay                  | 71              | 63              | 49              | 58              | 50              |
| Mainland                | 13 282          | 12 944          | 17 722          | 17 562          | 17 550          |
| Muckle Flugga           | 3               | 3               | 0               | 0               | 0               |
| Muckle Roe              | 103             | 94              | 99              | 115             | 104             |
| Noss                    | 0               | 3               | 0               | 0               | 0               |
| Papa Stour              | 55              | 24              | 33              | 33              | 25              |
| Trondra                 | 20              | 17              | 93              | 117             | 133             |
| Unst                    | 1 148           | 1 124           | 1 140           | 1 055           | 720             |
| Vaila                   | 9               | 5               | 0               | 1               | 2               |
| West Burra              | 561             | 501             | 767             | 817             | 753             |
| Whalsay                 | 764             | 870             | 1031            | 1041            | 1034            |
| Yell                    | 1155            | 1143            | 1191            | 1075            | 957             |
| Totalt                  | 17 814          | 17 327          | 22 768          | 22 522          | 21 990          |

Källa: Scottishislands.org.uk, 18 november 2006

## Samhälle

### Lokalstyre
Shetland administreras av Shetland Islands Council (SIC), som bland annat har ansvaret for miljö, vägar, socialtjänster, bevarandet av öns kulturarv, brandkåren och hamnen. SIC har rätt till att inkräva council tax, en typ av skatt som skall gå till kommunen. SIC består av 22 folkvalda representanter. Efter kommunvalet 2012 var alla representanter partipolitiskt oberoende.
Politisk sammansättning i rådet:
Shetland är från och med valet 2007 uppdelat i sju valkretsar från det tidiga 22. Huvudgrupperna i indelat i fyra valkretsar (nord-, syd, väst- och öst-Shetland) där alla har tre mandat var medan huvudstaden Lerwick är uppdelat i två valkretsar med totalt sju mandat. Den sista valkretsen består av öar som inte ligger vid huvudögruppen, denna har också tre mandat.
SIC:s kostnader, som innefattar alla offentliga tjänster på Shetland, var för året 2005/2006 182 miljoner pund. Intäkterna från avgifter, council tax och överföringar från det skotska parlamentet utgjorde 130 miljoner pund. Skillnaden på 52 miljoner pund täcktes med pengar från Shetland oljefond.
Den största kostnaden är relaterat till utbildning, social- och omsorgstjänster, vägar och transport och drift av oljeterminalhamnen i Sullom Voe.
31 mars 2006 bestod Shetlands oljefond av 292 miljoner pund, vilket blir ca: 13 000 pund per invånare (cirka 170 000 SEK per invånare). Man har bestämt att oljefonden inte får understiga 250 miljoner pund.

### Rättsväsen

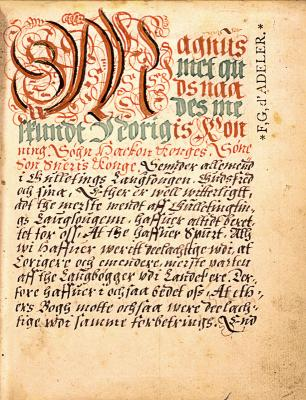
En sida från Magnus Lagaböters landslag. Exemplet är från 1590.

Det är mer än 500 år sedan Orkneyöarna och Shetlandsöarna överfördes från norsk till skotsk överhöghet, men öarna präglas fortfarande av nordisk Odelsrett, som idag går under namnet Udal law som kan spåras tillbaka till 1200-talet. Historik forskning visar att Udal-lagen har sitt ursprung i sedvanor som kan föras tillbaka till de norska landskapslagarna från medeltiden och den norske kungen Magnus Lagaböter landslag från 1200-talet.
Först år 1611 avskaffades Udal-lagen och ersattes av den skotska lagen. De fornnordiska lagarna som reglerar egendomsrätten till jord har påverkat egendomslagarna fram till idag, bland annat har egendomsrätten vid strandlinje och strandzon reglerats annorlunda på Orkneyöarna och Shetlandsöarna än resten av Storbritannien. I övriga Storbritannien bestämdes det att marken nära vattnet skall tillhöra staten, medan det på Shetlandsöarna under tidigt 1900-tal bestämdes att marken vid havet ska tillhöra närmaste egendomsägare.
I mitten av 1970-talet skulle oljesällskapet Occidental Petroleum bygga en oljerörledning till Flotta på Orkneyöarna och hade betalat för rättigheter att lägga ut oljerörledningar. En markägare tog saken till rätten och vann denna med hänvisning till Udal law.
Sista gången den fornnordiska lagen togs upp i den skotska domstolen var 1990 efter en strid om egendomsrätten till havsbotten som skulle användas i den växande vattenbruksindustrin då domstolen menade att den nya skotska lagen i detta fall stod över den gamla nordiska lagen.
Den skotska lagen som idag är lagen på Shetlandsöarna är ett system med rötter i både antiken och romersk lag som kombinerar egenskaper som dateras tillbaka Corpus juris civilis. Unionsakterna från 1707 garanterade fortsatt existerande av ett separerat lagsystem i Skottland.

### Utbildning
På Shetland finns det idag totalt 34 skolor, fördelat på två gymnasier, sju grundskolor samt 25 förskolor. På skolorna är skoluniform obligatorisk och varma måltider serveras. Barn till föräldrar med ekonomiska svårigheter kan ansöka om gratis skolkläder och mat.
Dessutom har alla barn mellan tre och fyra år rätt att få en förskoleplats. Förskolan finansieras av de lokala myndigheterna och är som regel samlokaliserat med en grundskola.

### Media
Shetland har två lokala tidningar, Shetland News och Shetland Times. Shetland Times grundades år 1872 och kommer ut varje fredag med en upplaga på 11 273. Shetland News publiceras endast på internet och lanserades 1996. Shetland har också två lokala radiostationer, Radio Shetland och SIBC. Radio Shetland är en del av BBC, och SIBC är en lokalt ägd radiokanal som startade sändningarna 26 november 1987.

### Språk

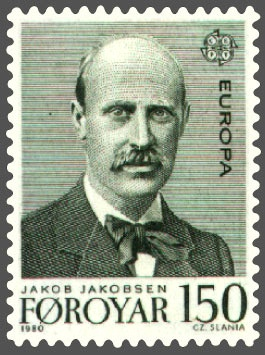
Jakob Jakobsen var en färöisk språkforskare och ledde dokumenterandet av norn.

Det tydligaste arvet från nordisk kultur på Shetland är språket. Nästan alla ortnamn som är bruk kan spåras tillbaka till fornnordiska tiden. Folket på öarna talade länge sitt eget, nordiskt influerade språk norn. Språket överlevde fram till 1700-talet, om än i modifierad form då språket trängdes undan av inflyttare från Skottland. Norn talades på Shetland i flera hundra år men det finns få skriftliga dokument från tiden då det talades och man är osäker hur språket uttalades.
Norn är idag ett utdött språk, och scots och engelska är det vanliga språket på öarna. Det finns dock vissa planer på att återuppliva norn, så kallad nynorn.
Exempel på Fader vår på shetländsk norn:
Fy vor or er i Chimeri. Halaght vara nam dit. 
La Konungdum din cumma. La vill din vera guerde 
i vrildin sindaeri chimeri. 
Gav vus dagh u dagloght brau. 
Forgive sindorwara 
sin vi forgiva gem ao sinda gainst wus. 
Lia wus ikè o vera tempa, but delivra wus fro adlu idlu. 
For do i ir Kongungdum, u puri, u glori, Amen. 

### Flaggan

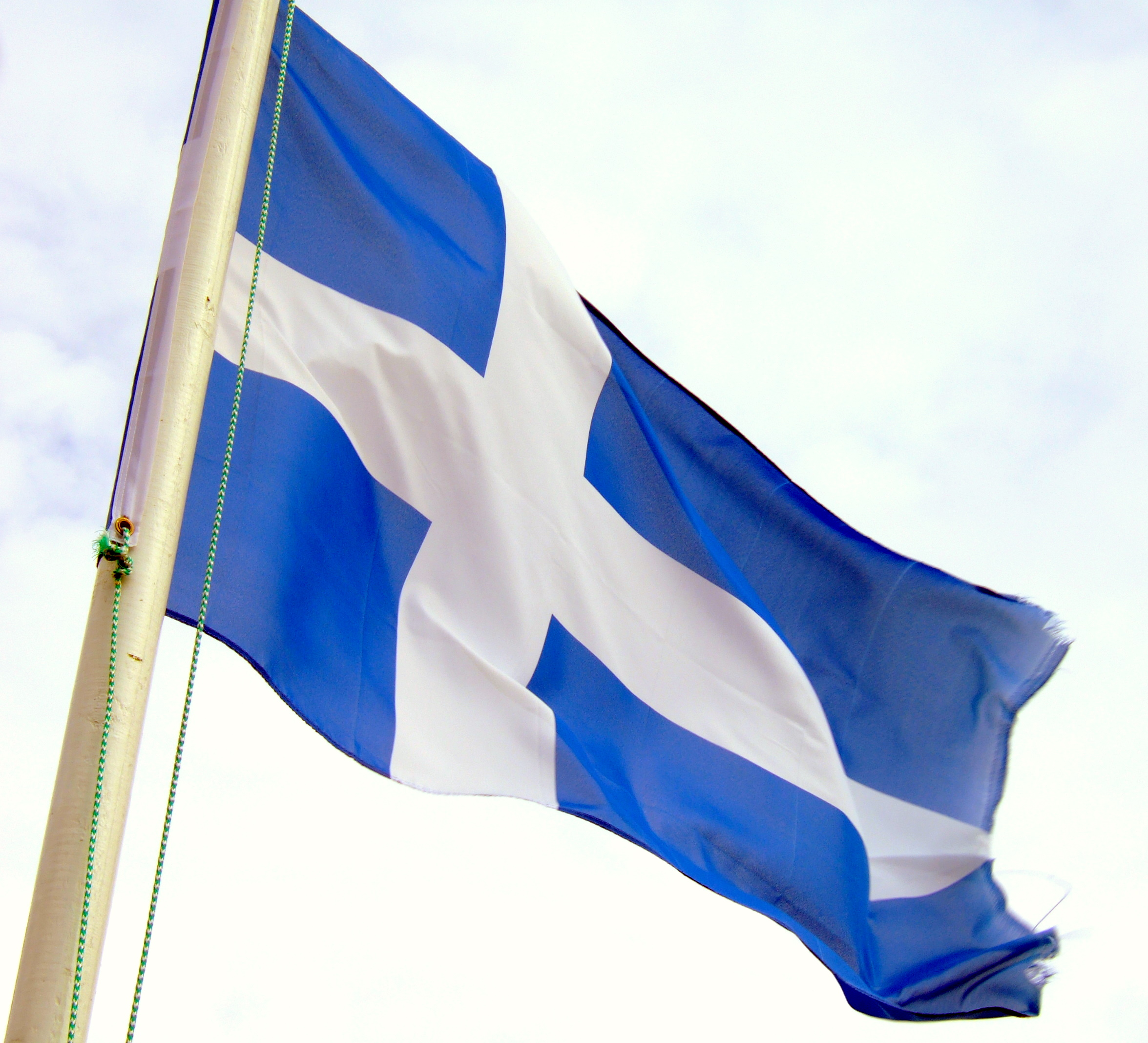
Shetlands flagga

Roy Grönneberg grundande en lokal avdelning av SNP (Scottish National Party) år 1966 och var aktiv i kampen för ökad autonomi för Shetland. Tillsammans med Bill Adams utformade han Shetlands flagga år 1969 för att markera 500-årsdagen för Shetlands överföring från Norge till Skottland.
Tanken med flaggans utformning var att visa att Shetland varit en del av Norge i 500 år och en del av Skottland i 500 år. Flaggans färger är identiska med den skotska flaggan, men var utformad som en nordisk korsflagga. Shetlands flagga är identiskt med Islands tidigare icke officiella flagga (hvítbláinn) som användes av isländska nationalister från 1890-talet till tiden omkring första världskriget.
1975 slogs Shetlands två administrativa enheter, Lerwick Town Council (LTC) och Zetland County Council (ZCC) samman till Shetland Islands Council (SIC). Före sammanslagningen hade ZCC sin egen flagga. Vid tiden för bildandet av Shetland Islands Council önskade Grönneberg att hans föreslagna flagg skulle bli Shetlands officiella flagga men så skedde icke. Inte heller vid en folkomröstning 1985 bestämdes något. Flaggan blev först officiell flagga för Shetland i början av 2005 efter att Lord Lyon beslutat om detta. Sedan 2007 firas den shetländska flaggans dag på midsommarafton. 2013 skedde det den 21 juni.

## Näringsliv

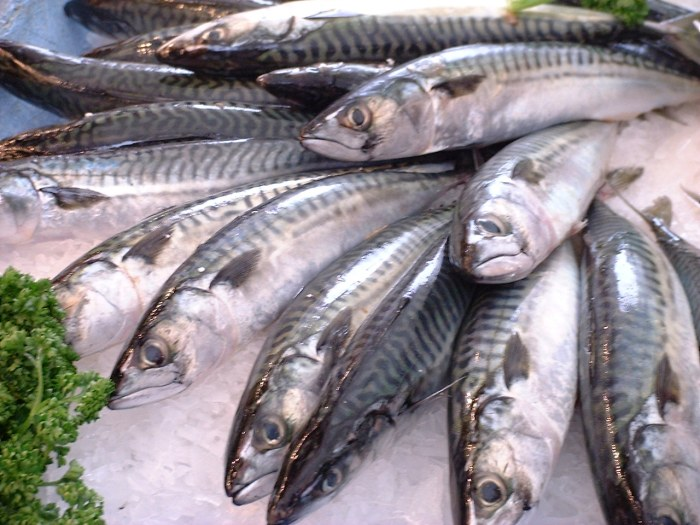
85% av fångsten (67 000 ton) på Shetland är sill och makrill och utgör 52% av fångstvärdet. På bilden: Makrill

På grund av klimatet har Shetlands jordbruksproduktion inte varit tillräcklig för att kunna föda öarnas befolkning. Därför har handel varit viktigt för öarna. De sålde fisk, en vara som man hade mycket av och handeln har skett i urminnes tider. Efter vikingatidens slut för 1000 år sedan följde därefter fyra århundraden där Shetländarna sålde sin saltade fisk till omvärlden via hansan i Bergen, Bremen, Lübeck och Hamburg. Betalningen utgjordes bland annat av kontanter, sädesslag och öl.
Fram till 1971 var näringslivet på ön beroende av dess naturliga, förnybara resurser. De viktigaste näringarna var fiske och fiskeindustri, småbruk och fåruppfödning, textilindustri och hantverk där stickning dominerade.

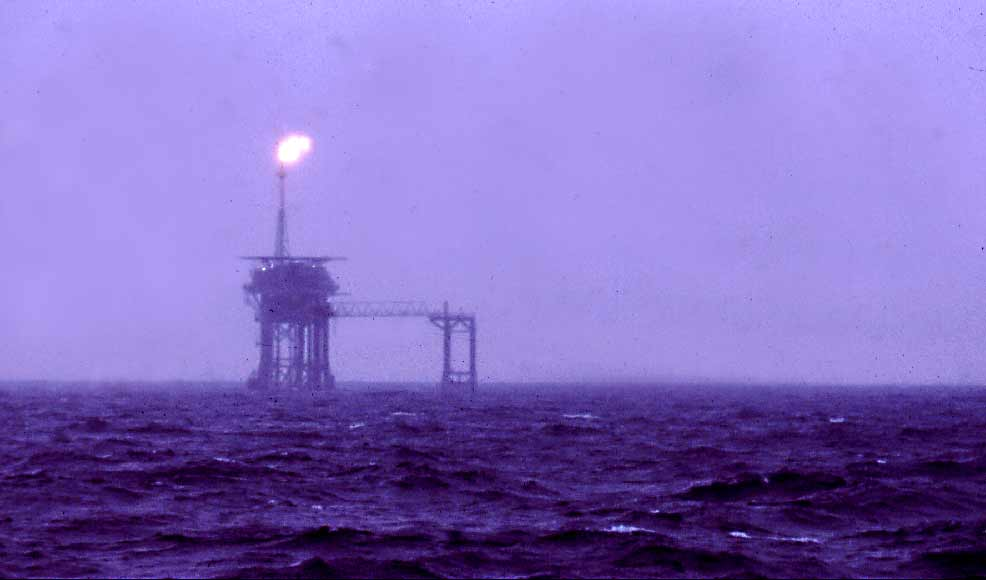
Oljeplattform i Nordsjön

I samma tidsperiod som man fann olja på norsk sockel fann man det också utanför Shetland. Östshetlandsbassängen är en av Europas stora oljefält och oljan som utvinns här sänds till oljeterminalen i Sullom Voe (fornnordiska: Solheimavagr). Sullom Voe-terminalen öppnade 1978 och är Storbritanniens största oljeexporthamn med en volym på 25 miljoner ton årligen. Skatteintäkterna från oljeverksamheten har bidragit till ökad satsning på social välfärd, konst, sport, miljömässiga åtgärder och ekonomisk utveckling. Tre fjärdedelar av ögruppens arbetsstyrka arbetar inom servicesektorn. Även om oljan utgör 15% av ögruppens ekonomi, cirka 116 miljoner pund varje år, så genererar fiskeindustrin dubbelt så stora intäkter och sysselsätter tre gånger så många.
Huvudnäringen på ön är idag jordbruk, akvakultur, fiske och petroleumverksamheter. Jordbruket på ön förknippas framför allt med fåruppfödning samt odling av havre och vete.
Näringslivet är dock lite differentierat och det finns till exempel varken skeppsvarv eller skeppsbyggeri på ögruppen. För större reparationer på fartyg måste de åka antingen till det brittiska fastlandet, Norge eller till kontinenten. Endast 10% av fiskfångsten som fiskas upp utanför Shetland konsumeras på Shetland, vilket medför en stor export.
Under 1980-talet, precis efter upptäckten av olja, låg arbetslösheten på strax under fem procent men 25 år senare år 2004 låg den endast på två procent, vilket är 4,5 procent lägre en genomsnittet för Storbritannien. Anledningen till den låga arbetslösheten är prisökningen på olja samt att fisket blivit mer lönsamt. Problemet är att stora delar av de fiskare som fiskar vitfisk endast arbetar säsongsvis, vilket gör dem arbetslösa stora delar av året. Detta gör att arbetslösheten för Shetland skiftar under året, men är överlag lägre än resten av landet.

## Kommunikationer

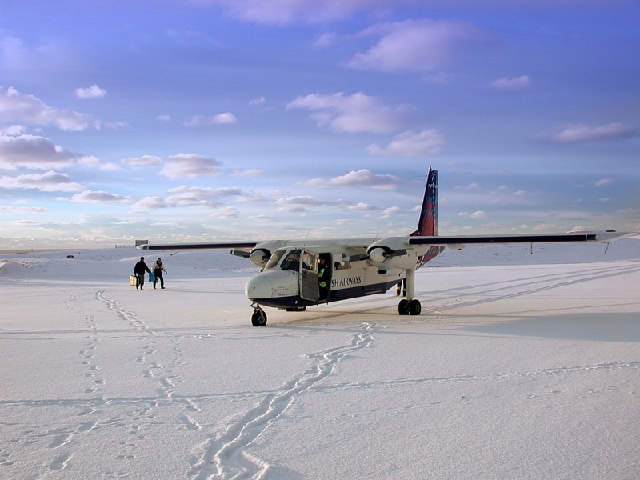
Flyg från Loganair på Fair Isle, som är en ö belägen mitt emellan Orkneyöarna och Shetlandsöarna

Northlink Ferries driver en färjeförbindelse från Lerwick till Aberdeen på det skotska fastlandet.
Shetlands huvudflygplats ligger vid Sumburgh, cirka 40 km söder om Lerwick. Loganair flyger under British Airways namn till det brittiska fastlandet 7 gånger dagligen. Destinationerna är Kirkwall, Aberdeen, Inverness, Glasgow och Edinburgh. Loganair flyger också från Tingwalls flygplats; 11 km väst om Lerwick till öar i ögruppen. Dessa destinationer är Fair Isle, Foula och Out Skerries.
Under sommarmånaderna flygs det även till London (Stansted) och Färöarna med det färöiska flygbolaget Atlantic Airways. Tidigare hade Widerøe en sommarrutt från Bergen, men sedan 2007 har rutten lagts ner.